# Albești (okręg Botoszany)
Albești – wieś w Rumunii, w okręgu Botoszany, w gminie Albești. W 2011 roku liczyła 1932 mieszkańców.